# The Night Chicago Died
«The Night Chicago Died» es una canción interpretada por la banda británica Paper Lace. Fue publicada el 26 de abril de 1974 como el segundo sencillo de su álbum ...And Other Bits of Material.

## Detalles históricos
«The Night Chicago Died» trata sobre un tiroteo entre la policía de Chicago y gánsteres vinculados a Al Capone. Se inspiró en la matanza de San Valentín de la vida real, aunque eso involucró a los hombres de Capone matando a siete miembros de la pandilla de Bugs Moran y no tuvo nada que ver con la policía. Nunca se produjo ningún enfrentamiento lo suficientemente grande como para dejar alrededor de cien policías muertos. Al Capone fue arrestado en 1932 por evasión de impuestos.
Los eventos de la canción supuestamente tienen lugar “en el lado este de Chicago”. Chicago tiene tres regiones a las que comúnmente se hace referencia: el lado norte, el lado oeste y el lado sur. No hay lado este, ya que el lago Michigan está inmediatamente al este del centro de Chicago. Si bien hay un área de Chicago conocida como “East Side”, es un vecindario en el extremo sur de la frontera entre los estados de Illinois e Indiana. East Side también está a varios kilómetros de donde vivía Capone en Prairie Avenue en Chicago. Además, en la década de 1920, East Side era conocido por ser un barrio tranquilo, residencial y predominantemente de Europa del Este—un marcado contraste con el lugar del baño de sangre descrito en la canción.
Los compositores Peter Callender y Mitch Murray dijeron en entrevistas que nunca habían estado en Chicago antes de esa época y que su conocimiento de la ciudad y ese período de su historia se había basado en películas de gánsteres. (Callender defendió su interpretación de la geografía de Chicago diciendo: “¡Hay un lado este en todas partes!”).
Paper Lace envió la canción al alcalde de Chicago, Richard J. Daley, a quien no le gustó mucho. Se cita a un miembro del personal de Daley diciendo que Paper Lace debería “saltar al río Chicago, colocar la cabeza bajo el agua tres veces y salir a la superficie dos veces”.

## Lista de canciones
Todas las canciones escritas y compuestas por Mitch Murray y Peter Callander.
1. «The Night Chicago Died» – 3:29
2. «Can You Get It When You Want It» – 3:34

## Posicionamiento

### Gráfica semanal
| Gráfica (1974)                            | Pico de posición |
| ----------------------------------------- | ---------------- |
| Alemania (Offizielle Top 100)             | 3                |
| Australia (Kent Music Report)             | 1                |
| Austria (Ö3 Austria)                      | 4                |
| Bélgica (Flandes) (Ultratop Singles)      | 2                |
| Bélgica (Valonia) (Ultratop Singles)      | 15               |
| Canadá (RPM Top Singles)                  | 2                |
| Estados Unidos (Billboard Hot 100)        | 1                |
| Estados Unidos (Billboard Easy Listening) | 27               |
| Estados Unidos (Cash Box Top 100 Singles) | 1                |
| Francia (IFOP)                            | 35               |
| Irlanda (Irish Singles Chart)             | 5                |
| Países Bajos (Nederlandse Top 40)         | 2                |
| Países Bajos (Single Top 100)             | 2                |
| Quebec (ADISQ)                            | 1                |
| Sudáfrica (Springbok Radio)               | 3                |

### Gráfica de fin de año
| Gráfica (1973)                            | Pico de posición |
| ----------------------------------------- | ---------------- |
| Alemania (Offizielle Top 100)             | 17               |
| Australia (Kent Music Report)             | 4                |
| Bélgica (Flandes) (Ultratop Singles)      | 16               |
| Canadá (RPM Top Singles)                  | 26               |
| Estados Unidos (Billboard Hot 100)        | 47               |
| Estados Unidos (Cash Box Top 100 Singles) | 19               |
| Países Bajos (Nederlandse Top 40)         | 23               |
| Países Bajos (Single Top 100)             | 25               |

## Certificaciones y ventas
| País                                                     | Certificación | Ventas    |
| -------------------------------------------------------- | ------------- | --------- |
| Estados Unidos (RIAA)                                    | Oro           | 500 000*  |
| Reino Unido (BPI)                                        | Plata         | 250 000*  |
| Total                                                    |               |           |
| Mundial                                                  | —             | 3 000 000 |
| *cifras de ventas basadas únicamente en la certificación |               |           |